# Heinz Neubauer (Kirchenmusiker)
Heinz Neubauer (* 1925 oder 1926 in Augsburg; † 2015) war ein deutscher Kirchenmusiker.
Neubauer studierte Kirchenmusik in Augsburg und Heidelberg. Er versah Kirchenmusikerstellen in Erlangen, Regensburg und Rummelsberg. Seit 1975 lehrte er an der Fachakademie für evangelische Kirchenmusik in Bayreuth. Für seine Leistungen wurde er mit dem Titel eines Kirchenmusikdirektors ausgezeichnet.
Als Komponist ist Neubauer vor allem durch einfache liturgische Musik für Posaunenchor und Orgel hervorgetreten. Seine Werke sind in zahlreichen Sammelbänden enthalten.